# بالعربي سندريلا (فلم)
بالعربي سندريلا  هو فيلم مصري من إنتاج 2006 من تاليف محمد القواتشي وإخراج كريم ضياء الدين، ويحكي حكاية سندريلا ولكن بمفهوم عصري يناسب الواقع المصري.

## ملخص الأحداث
تدور أحداث الفيلم في إطار اجتماعي كوميدي، حول فتاة رقيقة حالمة تعمل لبيسة بإحدى الفرق المسرحية، يقع في غرامها مخرج الفرقة وابن صاحب الفرقة، يرى فيها المخرج صورة عصرية من سندريلا، بسبب حياتها الصعبة شبيهة بالفعل بحياة سندريلا، حيث تعاملها زوجة أبيها بقسوة شديدة وتفضل عليها بناتها في كل شئ، تتيقن هذه الفتاة في النهاية أن الحياة على الرغم من قسوتها إلا أنها مليئة بأشياء جميلة.

## الشخصيات
- ريهام عبد الغفور.
- بوسي سمير.
- أحمد هارون.
- حسن حسني.
- نشوى مصطفى.
- هالة فاخر.
- عمرو مهدي.
- شمس.
- ميمي جمال.
- عبد الله مشرف.
- علي ماهر.

## روابط خارجية
- بالعربي سندريلا على موقع IMDb (الإنجليزية)
- بالعربي سندريلا على موقع الدهليز
- بالعربي سندريلا على موقع قاعدة بيانات الأفلام العربية
- بالعربي سندريلا على موقع قاعدة بيانات الفيلم (الإنجليزية)
- بالعربي سندريلا على موقع ليتربوكسد (الإنجليزية)